# Cryptops ruficeps
Cryptops ruficeps är en mångfotingart som beskrevs av Pocock 1894. Cryptops ruficeps ingår i släktet Cryptops och familjen Cryptopidae. Inga underarter finns listade i Catalogue of Life.